# Eucereon rhodophila
Eucereon rhodophila là một loài bướm đêm thuộc phân họ Arctiinae, họ Erebidae.